# Larimichthys crocea
Larimichthys crocea is een straalvinnige vis uit de familie van de ombervissen (Sciaenidae) en behoort derhalve tot de orde van baarsachtigen (Perciformes). De vis kan een lengte bereiken van 80 centimeter.

## Leefomgeving
De soort komt in zeewater en brak water voor. De vis prefereert een gematigd klimaat en leeft hoofdzakelijk in de Grote Oceaan op dieptes tussen 0 en 10 meter.

## Relatie tot de mens
Larimichthys crocea is voor de visserij van groot commercieel belang. In de hengelsport wordt er weinig op de vis gejaagd. Tevens wordt de soort gevangen voor commerciële aquaria.